# Blackpool FC
Blackpool Football Club är en professionell fotbollsklubb i Blackpool, Lancashire, England. Klubben grundades den 26 juli 1877 och spelar sina hemmamatcher på Bloomfield Road som tar 17 338 åskådare. Blackpools smeknamn är The Seasiders. Klubben spelar sedan säsongen 2023/2024 i League One.

## Historia

Klubbens ligaplaceringar från och med 1896.

Klubben hade sin storhetstid från strax före andra världskriget till början av 1970-talet, då man spelade i högstadivisionen First Division. Under 1940- och 50-talet hade man ett av Englands bästa lag med spelare som Stanley Matthews och Stan Mortensen. Under denna period vann man bland annat FA-cupen 1953, klubbens hittills främsta merit.
Under 1970-talet och början av 1980-talet sjönk klubben som en sten genom ligasystemet och var 1982/83 ett bottenlag i Fourth Division. Därefter pendlade man under flera år mellan nivå 3 och nivå 4 i ligasystemet.
Blackpool gick 2010 upp i Premier League efter att inte spelat i högsta divisionen i England sedan säsongen 1970/71. I debuten den 14 augusti 2010 överraskade man stort med att slå Wigan på bortaplan med hela 4-0, men till slut blev de nedflyttade till The Championship igen. 2014/15 åkte man ned till League One och säsongen 2015/16 blev klubben nedflyttade till League Two. Säsongen 2016/2017 blev Blackpool dock åter uppflyttade till League One efter att besegrat Exeter City med 2–1 i playoff-finalen.
Säsongen 2020/2021 blev Blackpool uppflyttade till Championship efter att ha besegrat Lincoln City i playoff-finalen.

## Spelare

### Spelartrupp
| 1  | Nordirland | Bailey Peacock-Farrell | 29 oktober 1996 | Birmingham City (-25)   |
| 25 | Argentina  | Franco Ravizzoli       | 9 juli 1997     | Wycombe Wanderers (-25) |
| 32 | England    | Harvey Bardsley        | 20 juni 2006    | Blackpool FC            |

| 2  | Irland  | Andy Lyons      | 2 augusti 2000   | Shamrock Rovers (-23)      |
| 3  | England | James Husband   | 3 januari 1994   | Norwich City (-20)         |
| 4  | England | Oliver Casey    | 19 december 2000 | Leeds United (-21)         |
| 5  | England | Fraser Horsfall | 12 november 1996 | Stockport County (-25)     |
| 15 | England | Hayden Coulson  | 17 juni 1998     | Middlesbrough (-24)        |
| 20 | England | Michael Ihiekwe | 20 november 1992 | Sheffield Wednesday (-25)  |
| 26 | Wales   | Zac Ashworth    | 6 september 2002 | West Bromwich Albion (-24) |
| 30 | England | Danny Imray     | 27 juli 2003     | Crystal Palace (-25)       |

| 6  | England | Jordan Brown    | 21 juni 2001      | Leyton Orient (-25)     |
| 7  | Wales   | Lee Evans       | 24 juli 1994      | Portsmouth (-24)        |
| 8  | England | Albie Morgan    | 2 februari 2000   | Charlton Athletic (-23) |
| 10 | England | George Honeyman | 8 september 1994  | Millwall (-25)          |
| 22 | Irland  | CJ Hamilton     | 23 mars 1995      | Mansfield Town (-20)    |
| 28 | England | Ryan Finnigan   | 23 september 2003 | Southampton (-24)       |
| 29 | Sverige | Emil Hansson    | 15 juni 1998      | Birmingham City (-25)   |

| 9  | England    | Niall Ennis     | 20 maj 1999      | Stoke City (-25)        |
| 11 | England    | Ashley Fletcher | 2 oktober 1995   | Watford (-24)           |
| 14 | England    | Tom Bloxham     | 1 november 2003  | Shrewsbury Town (-25)   |
| 17 | England    | Malcolm Ebiowei | 4 september 2003 | Crystal Palace (-25)    |
| 18 | Nordirland | Dale Taylor     | 12 december 2003 | Nottingham Forest (-25) |
| 27 | England    | Kylian Kouassi  | 18 juni 2003     | Sutton United (-23)     |

### Utlånade spelare
| Nr | Land    | Pos | Namn                                      |
| -- | ------- | --- | ----------------------------------------- |
| 34 | England | F   | Dan Sassi (i Altrincham till 31 maj 2026) |

| Nr | Land | Pos | Namn |
| -- | ---- | --- | ---- |

### Berömda spelare
- Stan Mortensen
- Stanley Matthews

## Meriter
- FA-cupen 1952/53
- Division Two 1929/30
- Anglo-Italian Cup 1970/1971
- Football League Trophy 2001/02, 2003/04
- Lancashire Cup  1935/36, 1936/37, 1953/54, 1993/94, 1994/95, 1995/96